# Lux’sche Industriewerke
Die Lux’sche Industriewerke AG war ein deutscher Hersteller von Automobilen mit Sitz in Ludwigshafen am Rhein. Die Fahrzeuge wurden unter dem Handelsnamen Lux verkauft.

## Geschichte

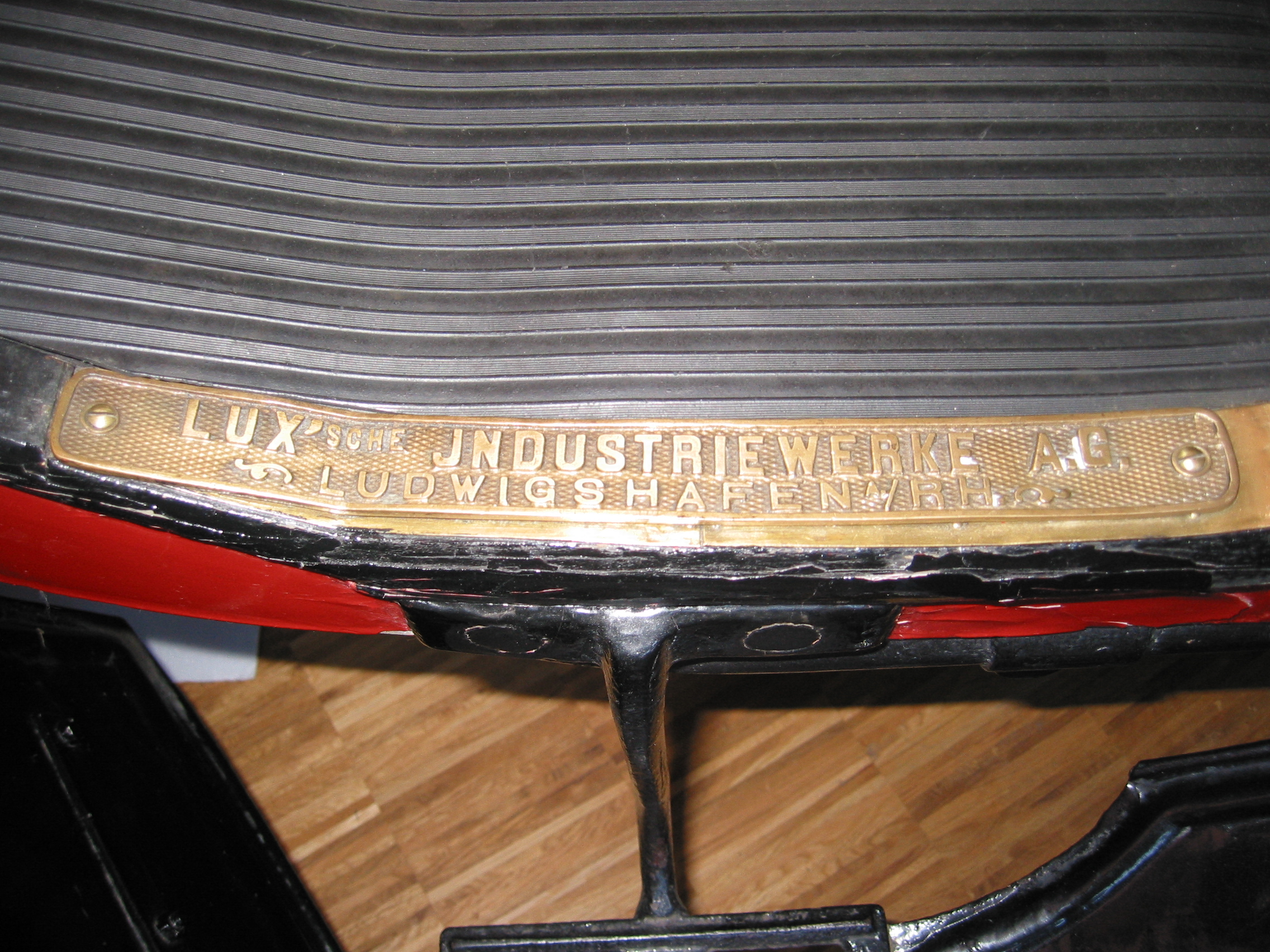
Emblem der Lux'schen Industriewerke AG

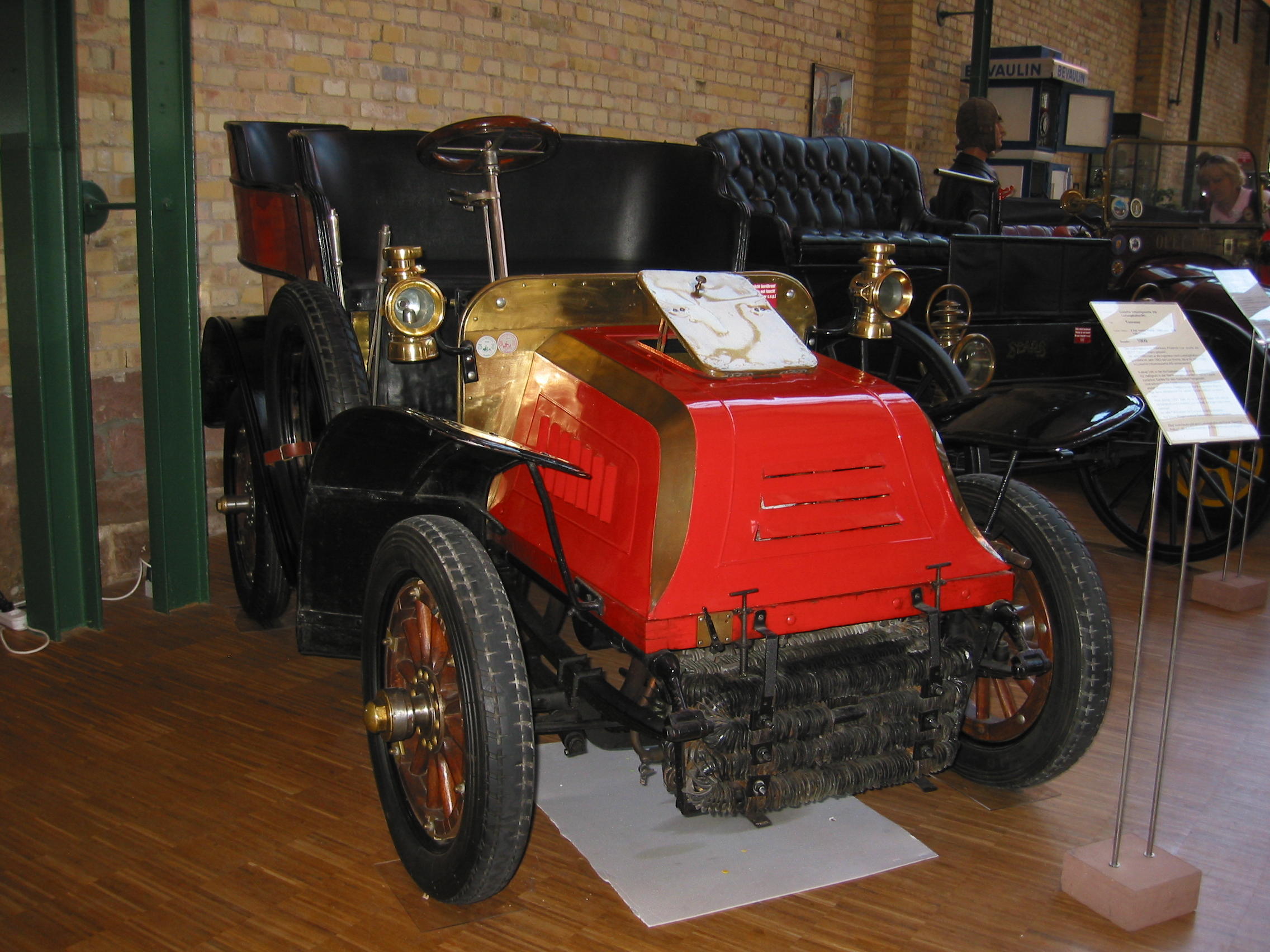
Lux von 1900–1901

### Gründung
Friedrich Lux, geboren am 28. November 1854 in Mainz (als Sohn des gleichnamigen Komponisten Friedrich Lux), kam 1880 nach Ludwigshafen am Rhein, wo im Umfeld der BASF zahlreiche Unternehmen wuchsen, z. B. BK Giulini GmbH & Co. KG. Lux begann als Chemiker beim Gaswerk der pfälzischen Eisenbahn-Gesellschaft, gründete 1882 seine eigene Fabrik "Lux", patentierte "Lux-Masse" (hergestellt aus Abfallprodukten von Giulinis Tonerdeproduktion), engagierte sich neben dem Kerngeschäft für die Eröffnung einer Sternwarte, konstruierte mit Erfolg Messgeräte (woraus Spanner-Pollux wurde, heute Teil der SPX Corporation). Ermutigt vom wenige Kilometer entfernten rechtsrheinischen Nachbarn Carl Benz plante und baute er noch vor der Jahrhundertwende ein Auto mit Benzinmotor.

### 1898–1902
Aus dem Unternehmen Lux-Werke wurden die Lux'sche Industriewerke AG. Deren erstes Automobil wurde 1898 produziert. Der Börsengang brachte außer Einnahmen auch neue Herausforderungen: Die Aktionäre teilten nicht die Sicht des Firmengründers Friedrich Lux, der schon 1902 verärgert als Generaldirektor zurücktrat (wie zuvor Gottlieb Daimler und Carl Benz in ihren eigenen Firmengründungen). Die Autoproduktion wurde 1902 eingestellt.

## Produkte
Die ursprünglichen Produkte des Unternehmens waren Gasbeleuchtungsanlagen.
Das erste Fahrzeugmodell von 1897 besaß einen Zweizylindermotor im Heck. Die Karosserie bot Platz für vier Personen. 1901 erschien das Modell 10/12 PS mit einem Frontmotor. Der Boxermotor mit 1900 cm³ Hubraum leistete 10 PS. Die Karosserieform Tonneau bot Platz für vier Personen. Außerdem wurden Fahrzeuge mit Elektromotor hergestellt.
Ein Fahrzeug dieser Marke ist im Automuseum Dr. Carl Benz in Ladenburg zu besichtigen.